# 犹太解放运动

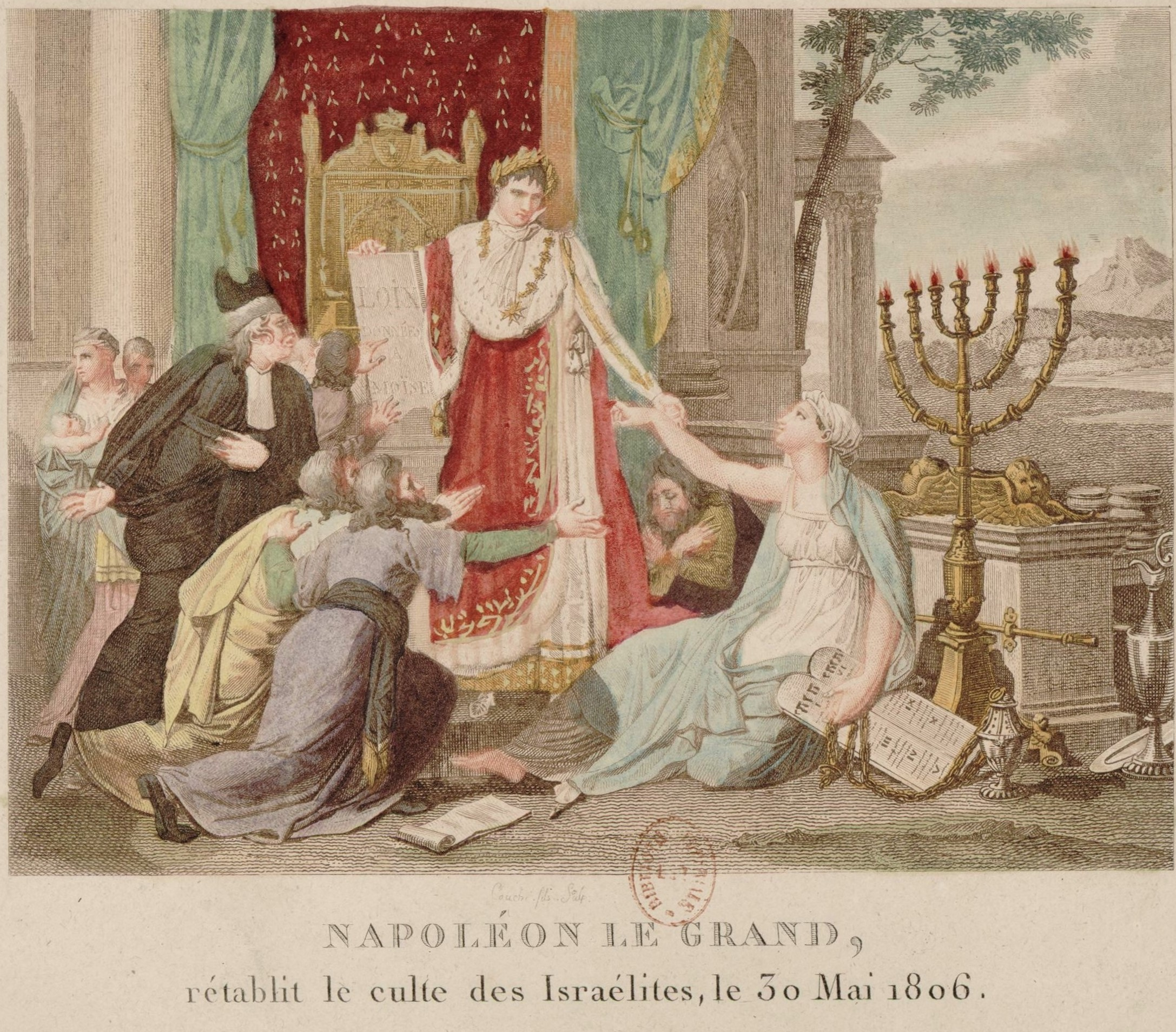
1806年的法国绘画描述了拿破仑·波拿巴解放欧洲犹太人

犹太解放运动（英語：Jewish emancipation）是欧洲犹太人权利自18世纪起从外在和内在同时争取的这一进程。包括同等公民权利的认定，以及个人公民身份的授予等。成果来自于社区内的努力，使得得以整合进入社会而成为公民。这一运动随着启蒙时代与同时期的犹太启蒙运动开始，自18世纪末起逐渐地发展直至20世纪初截止。许多国家废除或终止了之前针对当地犹太人的歧视性法律。在解放前，大多数欧洲的犹太人被迫居住于远离其他社会的犹太区。解放是欧洲犹太人那时的一个主要目标，希望他们的社群能够整合进入主流社会并接受良好教育。许多犹太人在拿到完全公民身份后，在欧洲文明社会中开始在政治和文化上变得激进。他们移民到可以提供更好社会经济机会的国家，比如英国和美洲。后来，尤其当遇到一些如俄罗斯帝国之类的压迫性政权或是持续的反犹主义发生时，一些欧洲犹太人转向了革命运动，如社会主义和锡安主义。